# Albert Levan
Albert Levan (8 mars 1905 - 28 mars 1998) est un botaniste et généticien suédois.

## Biographie
Albert Levan est surtout connu aujourd'hui pour avoir co-écrit le rapport en 1956 selon lequel les humains ont quarante-six chromosomes (au lieu de quarante-huit, comme on le croyait auparavant). Cette découverte historique est faite par Joe Hin Tjio dans le laboratoire de Levan.
Spécialisé à l'origine en cytologie végétale, Levan se tourne ensuite vers les similitudes dans la structure chromosomique des cellules cancéreuses et les erreurs introduites dans les cellules végétales via des éléments chimiques ou radioactifs. Ces études conduisent ensuite à l'examen des chromosomes dans les cellules animales.
Levan est élu membre de l'Académie royale des sciences de Suède en 1967.
Il est cité par Bryan Sykes dans Adam's Curse: A Future Without Men .